# Lilian Magnusson
Lilian Caroline Akinyi Magnusson, född 18 oktober 1968 i Kenya, är en svensk långdistanslöpare från Uppsala och tävlar för Spårvägens FK
Lilian växte upp i Kenya i byn N'Dori nära Victoriasjön. 1970, när Lilian var två år gammal, träffade hennes mamma en svensk man och flyttade till Uppsala. Hon och hennes bröder uppfostrades av sin mormor. När hon var åtta år flyttade hon och hennes bröder till sin mamma i Sverige.
Hon började springa för att gå ner 30 kilo efter en graviditet och maratondebuterade 2005 i Stockholm Marathon med tiden 2:59:08. Anders Szalkai fick tips om hennes prestationer och blev hennes tränare. Året efter slutade hon femma (SM 2:a) i Stockholm Marathon och blev svensk mästare på 10.000 meter vid friidrotts-SM i Eskilstuna, det var första gången hon sprang på bana. Hon även vunnit finnkampen två gångar (2007 och 2008). 

## Personliga rekord
| Utomhus - 1 500 meter – 4:42,56 (Västerås 29 juli 2007) - 3 000 meter – 9:49,42 (Karlstad 2 augusti 2011) - 5 000 meter – 16:36,92 (Västerås 3 augusti 2008) - 10 000 meter – 34:31,05 (Helsingfors Finland 29 augusti 2008) - 10 km landsväg – 35:17 (Stockholm 27 augusti 2007) - 10 km landsväg – 35:25 (Stockholm 31 augusti 2008) - Halvmaraton – 1:16:12 (South Shields, Storbritannien 5 oktober 2008) - Halvmaraton – 1:18:00 (Venlo, Nederländerna 25 mars 2012) - Maraton – 2:37:47 (Berlin, Tyskland 30 september 2007) | Inomhus - 3 000 meter – 10:02,39 (Malmö 23 februari 2008) |